# Hermann Axen
Hermann Axen, ps. „Max” i „Friedrich” (ur. 6 marca 1916 w Lipsku, zm. 15 lutego 1992 w Berlinie) – niemiecki działacz komunistyczny pochodzenia żydowskiego, wieloletni działacz Komunistycznego Związku Młodych Niemiec oraz KPD, po 1945 roku wschodnioniemiecki funkcjonariusz partyjny, członek Biura Politycznego SED, redaktor naczelny organu SED Neues Deutschland w latach 1956–1966.

## Działalność przed 1945
Axen pochodził z żydowskiej rodziny drobnomieszczańskiej, w której ojciec zajmował się kupiectwem. Uczęszczał do szkoły podstawowej i gimnazjum w Lipsku (1922-1926). We wrześniu 1933 został zabity w więzieniu Gestapo w Dreźnie jego starszy brat Rolf. Axen wstąpił do Komunistycznego Związku Młodych Niemiec (Kommunistischer Jugendverband Deutschlands – KJVD) i był aktywny od 1933 w pracy konspiracyjnej jako instruktor i łącznik w Saksonii. Odbył praktykę handlową w sklepie z futrami Höffner, Moses & Co. w Lipsku (1934). W czerwcu 1934, pod pseudonimami Max i Friedrich prowadził pracę polityczno-agitacyjną w lokalnych strukturach KJVD Lipsk Zachód. W dniu 20 czerwca 1935 został oskarżony przez Wyższy Sąd Okręgowy w Dreźnie o „spisek mający na celu zdradę stanu” i skazany na karę trzech lat więzienia, którą odbył na zamku Osterstein w Zwickau. Rodzice Axena zostali zamordowani przez hitlerowców, jak się przypuszcza, albo w obozie koncentracyjnym lub w getcie we Lwowie (1939–1940).

## Emigracja i aresztowanie
W listopadzie 1937 Axen wyemigrował przez Polskę do Wiednia, a stamtąd w styczniu 1938 do Paryża, gdzie do 1940 prowadził działalność propagandową wśród młodzieży oraz wykonywał usługi kurierskie dla kierownictwa KPD i KJVD. Udało mu się uciec do Państwa Vichy. W maju 1940 został aresztowany i osadzony we francuskim obozie internowania w Le Vernet; w sierpniu 1942 przewieziony do obozu koncentracyjnego w Auschwitz-Monovitz, następnie w Buchenwaldzie.

## Działalność po 1945
Po 1945 został funkcjonariuszem SED, współorganizującym Wolną Młodzież Niemiecką, oraz sekretarzem jej KC (1946-1949).
Od 1949 był członkiem Komitetu Centralnego SED, któremu powierzono kierowanie Wydziałem Agitacji i Propagandy. W czasie powstania NRD w 1949 Axen podporządkował dla potrzeb SED sieć propagandy radiowej w radzieckiej strefie okupacyjnej, m.in. obsadzając je lojalnym personelem. Po powstaniu robotniczym z 17 czerwca 1953, w ramach zmiany struktury organizacyjnej KC Axen został w sierpniu 1953 zdegradowany do funkcji II sekretarza Komitetu Powiatowego SED w Berlinie. W latach 1954–1989 był deputowanym Izby Ludowej NRD, a od 1971 przewodniczącym jej Komisji Spraw Zagranicznych. Począwszy od 1956, zostaje pełniącym obowiązki redaktora naczelnego centralnego organu SED Neues Deutschland. Następnie, w latach 1959–1966 pełni funkcję redaktora naczelnego. Po antysyjonistycznych czystkach, kiedy nie było zgody na powierzanie Żydom funkcji w Biurze Politycznym lub w Sekretariacie KC, został wybrany sekretarzem KC ds. stosunków międzynarodowych, odpowiadającym za całokształt polityki zagranicznej NRD, a w 1970 członkiem Biura Politycznego.

## Działalność w kontekście normalizacji stosunków NRD/RFN i zjednoczenia Niemiec
Axen był odpowiedzialny za dyskusje na temat kwestii nawiązania współpracy między SED a SPD. Od 1975 przygotowywał wizyty państwowe Ericha Honeckera na Zachodzie i towarzyszył w podróżach zagranicznych, aż do konferencji KBWE w Helsinkach. W latach 1979–1989 był członkiem „Grupy roboczej RFN” (Arbeitsgruppe BRD), od 1981 odpowiedzialny również za kontakty z krajami Afryki, Azji i świata arabskiego. Z racji sprawowanych funkcji był „skoszarowany” w partyjno-rządowym osiedlu kierownictwa NRD – Osiedlu Leśnym pod Bernau.

## Pełnione pozostałe funkcje
Axen był członkiem Prezydium Komitetu Antyfaszystowskich Bojowników Ruchu Oporu NRD (Komitee der Antifaschistischen Widerstandskämpfer) (1979-), od 1982 Rady Generalnej Międzynarodowej Federacji Bojowników Ruchu Oporu (Internationale Föderation der Widerstandskämpfer) oraz w Radzie Prezydialnej Rady Przyjaźni NRD (DDR-Friedensrat) (1982-1989).

## Wydalenie z SED i postępowanie sądowe
W 1989 Axen został wydalony z SED. Przebywał w Moskwie, gdzie przeszedł operację oczu (1989-1990). Tymczasem w NRD wszczęto przeciwko niemu postępowanie karne, przez Prokuratora Generalnego NRD w sprawie popełnienia przestępstwa „nadużycia zaufania” (§ 165 Kodeksu Karnego NRD), co wiązało się między innymi z zablokowaniem rachunków bankowych. Po powrocie, 16 stycznia 1990 Axen został aresztowany na lotnisku Berlin Schönefeld pod zarzutem nadużycia władzy i korupcji. Nakaz aresztowania został jednakże odwołany 31 stycznia 1990 z powodu jego złego stanu zdrowia. W dniu 27 czerwca 1991 Sąd Okręgowy w Berlinie oddalił wszczęcie postępowania. 15 lutego 1992 Axen zmarł w szpitalu w Berlinie na niewydolność serca. Pochowany został na Cmentarzu Centralnym w Berlinie (Zentralfriedhof Friedrichsfelde) w Berlinie-Friedrichsfelde. W wyniku orzeczenia Federalnego Sądu Administracyjnego w Berlinie z dnia 5 czerwca 1998 skonfiskowano jego zablokowane aktywa bankowe.